# Palacio de Dechencholing
El Palacio de Dechencholing (en dzongkha: བདེ་ཆེན་ཆོས་གླིང་ ) se encuentra en Timbu, la capital de Bután, a 4 kilómetros al norte de Tashichho Dzong y a 7 kilómetros al norte del centro de la ciudad. Fue construido en 1953 por el tercer Druk Gyalpo de Bután Jigme Dorji Wangchuck.

## Geografía
El palacio se encuentra en el extremo norte del valle de Timbu, en la orilla oeste del río Timbu. Se accede al palacio a través de la Dechhen Lam (carretera) que discurre a lo largo de la orilla oriental del río Timbu desde el distrito de Yangchenphug, a través de Langjupakha durante varios kilómetros antes de acercarse al palacio.  Al sur del palacio, al otro lado del río, se encuentra el suburbio de Taba. El palacio está rodeado de bosques al este y al oeste; el bosque oriental es más denso y se dice que es el único bosque frondoso de la ciudad. En una pendiente en el bosque por encima de Taba se encuentra el Wangchuck Resort, que se utiliza como un retiro de meditación.

## Historia
Dechencholing Palace fue construido en 1953 después de la coronación del tercer Rey de Bután Jigme Dorji Wangchuck, luego de la muerte de su padre, el rey Jigme Wangchuck, en 1952. El hijo del tercer rey, Jigme Singye Wangchuck, nació aquí el 11 de noviembre de 1955. Más tarde, se realizaron en el palacio cien mil rituales de Raksha Thotreng como un rito beneficioso para la entronización pública del Jigme Singye Wangchuck en 1974.
La difunta Real Abuela, la madre del tercer Druk Gyalpo, la reina viuda Phuntsho Choden (Ashi Phuntsho Choden), popularmente conocida como Gayum Angay Phuntsho Choden Wangchuck, vivía en este palacio como una monja budista. Sin embargo, el rey actual no se queda en este palacio, ya que la residencia real se encuentra ahora en el Palacio de Samteling (Royal Cottage).
El palacio se utiliza con frecuencia para las delegaciones internacionales, especialmente las de la India. Los embajadores de la India visitan regularmente el palacio para discutir las relaciones internacionales entre la India y Bután. También es el lugar donde se celebran almuerzos y banquetes para el Jefe de los Estados y otros invitados importantes que llegan al país.

## Estructura
El palacio es un edificio de tres pisos ubicado entre sauces, céspedes y estanques. Excepto por el Rey actual, otros miembros de la familia real residen aquí. Su arquitectura es completamente de estilo tradicional butanés, incluido el mobiliario interior. Se dice que los muebles de interior del palacio están recubiertos de metal en una técnica de repujado superpuesta sobre terciopelo blanco.
La difunta abuela real, Gayum Phuntsho Choden Wangchuck, vivió en este palacio durante muchos años y poseía su propia capilla, adornada con pinturas, tallas y velas que ardían en los tazones. Gayum empleó a varias mujeres en el palacio para tejer prendas de vestir para hombres y mujeres, produciendo trajes de vestir nacionales. Como el palacio recibe con frecuencia delegaciones internacionales, tiene su propio helipuerto para facilitar el acceso rápido a pesar de que no hay un aeropuerto en Timbu.
En 1957, el rey Jigme Wangchuck encargó a un experto artista llamado Lam Durlop Dorji de Bumthang que abriera una escuela de bordado en el palacio para instruir a unos 30 monjes jóvenes en este campo. La escuela ha producido varios bordados de thangka notables, en particular Thongdrel (thangkas grandes que cuelgan de los tejados de los monasterios y dzongs), y Thangkas (pinturas en pergaminos). Como Bhután es una nación budista tibetana, esta escuela gira en gran medida en torno al budismo, que se refleja en su obra de arte.